# 细海参
细海参（学名：Holothuria gracilis）为海参科海参属的动物。分布于菲律宾、帛琉群岛、马达加斯加以及中国大陆的海南等地，一般生活于珊瑚礁或石下。该物种的模式产地在菲律宾群岛。
其种加词来源于拉丁文“gracilis”，意为“纤细的”。